# Novel·la sentimental
La novel·la sentimental és un gènere novel·lístic (una branca de la novel·la de gènere) que té com a centre d'interès les relacions amoroses, tradicionalment entre home i dona, i amb final feliç (casament) un cop superats entrebancs i malentesos de tota mena; un dels centres d'interès és l'exploració dels sentiments dels protagonistes, però amb tendència a la sensibleria. Col·loquialment aquest gènere es coneix com a novel·la rosa, i també, impròpiament, com a "novel·la romàntica" (terme que, pròpiament, designa la novel·la pròpia del moviment romàntic). Tradicionalment adreçat al públic femení, es tracta d'un dels gèneres de major èxit comercial. Tot i això, és una gènere mancat de prestigi, a diferència d'altres branques de la novel·la de consum; la crítica literària acostuma a considerar-la un gènere menor, pels trets estereotipats, la manca d'ambició artística, la senzillesa de la trama i l'estil poc acurat.
La novel·la sentimental aparegué al segle xviii amb obres com Pamela, de Samuel Richardson. El gènere es consolidà durant el segle xix, en el període fulletonesc, amb històries basades en amors complicats o fantasiosos, destinats sobretot a un públic femení. El seu èxit ha estat ininterromput de llavors ençà.
Els principals autors generalment són dones, i en la majoria pertanyen a l'àmbit anglosaxó, on el mercat d'aquests llibres supera el 20% del total (més de la meitat de llibres de butxaca venuts als Estats Units es podien classificar dins aquest gènere). Avui dia el gènere, sobretot pel que fa a la producció anglosaxona, tendeix a complicar-se i a desenvolupar subgèneres, mitjançant barreges amb altres gèneres (històric, detectivesc, eròtic, ciència-ficció, etc.).
En català la novel·la sentimental conegué un gran èxit durant els anys vint i trenta, tant en traducció d'obres angleses i franceses com en producció pròpia, amb col·leccions dedicades específicament al gènere, com Biblioteca Gentil (1924-1933), Biblioteca Damisel·la (1925-1930), Biblioteca La Dona Catalana (1926-1938), etc. El conreador més assidu de la novel·la sentimental en català fou Clovis Eimeric (Lluís Almerich i Sellarès, 1882-1952), amb un total de quaranta-una obres, entre les quals èxits de llibreria com La puntaire (1926), que conegué diverses reimpressions i fou adaptada al teatre. També s'hi dedicaren altres autors ja coneguts, com Josep Maria Folch i Torres i Domènec Juncadella. En acabat, el franquisme impossibiità, políticament i sociològicament, l'existència d'una literatura de masses en català, el camp de la qual fou ocupat per la producció en espanyol. La represa de la novel·la de gènere en català, a partir dels anys setanta, obvià, però, el gènere sentimental, fins a l'aparició de la col·lecció Rosa de pitiminí (1996-1999), de l'editorial El Mèdol, amb un total de tretze títols, escrits per autores de renom, però signats sota pseudònim irònic (com Gata Cristi o Marieta Cistellera).
L'editorial més gran dedicada a col·leccions de novel·la sentimental és la canadenca Harlequin, que domina el mercat internacionalment. A l'Estat francès les editorials més destacades en el gènere són Harlequin i J'ai lu; a l'Estat espanyol, Harlequín i Avon. Aquesta producció es ven en llibreries, però també, o sobretot, en quioscos i grans superfícies; a l'Estat espanyol es calcula que representa un 7% del mercat global.
En una accepció més restrictiva, en el marc de la literatura en llengua espanyola hom anomena novel·la sentimental un subgènere novel·lístic que sorgeix al segle xv com a evolució de les trames amoroses de la novel·la cavalleresca. El protagonista, seguint les lleis de l'amor cortès, idealitza una dama a qui vol aconseguir després de superar perills per ser-ne digne. La novel·la se centra en l'evolució dels sentiments de la parella i acostuma a tenir un final infeliç, amb la mort d'un o dels dos enamorats. Les parelles desgraciades pertanyen a la noblesa i usen un llenguatge ple d'emocions, amb cartes, poemes i declaracions intercalades en una acció mínima. Són el precedent de la novel·la romàntica. L'autor més destacat és Diego de San Pedro.

## Algunes autores reconegudes
- Barbara Cartland
- Cristina Clavijo
- Àngela Graupera
- Carmen de Icaza
- Vicky Lorca
- Lucila Mataix
- Elisabeth Mulder
- Corín Tellado
- Regina Opisso
- Rafael Pérez i Pérez
- María Teresa Sesé
- Maria Sepúlveda
- Danielle Steel